# Kartika Airlines
Kartika Airlines was een Indonesische luchtvaartmaatschappij met haar thuisbasis in Jakarta.

## Geschiedenis
Kartika Airlines is opgericht in 2001. Tussen 2002 en 2004 en tussen eind 2004 en half 2005 werden alle vluchten gestaakt.

## Diensten
Kartika Airlines voert lijnvluchten uit naar:(zomer 2007)
Binnenland:
- Balikpapan, Banda Atjeh, Batam, Jakarta, Medan, Surabaya, Tarakan.

Buitenland:
- Ipoh.

## Vloot
De vloot van Kartika Airlines bestaat uit:(december 2007)
- 3 Boeing B737-200